# Sigurd Christiansen
Sigurd Wesley Christiansen (Drammen, 17 novembre 1891 – Drammen, 23 ottobre 1947) è stato uno scrittore e drammaturgo norvegese.

## Biografia
Figlio dell'imprenditore e pastore Andreas Christiansen (1853-1918) e di Maren Kirstine Sæthre (1851-1935), si sposò nel 1916 con Magdalena Johanne Melaaen. Era il più giovane dei suoi fratelli, crebbe in una famiglia borghese.
Cominciò a scrivere molto giovane e pubblicò il suo primo racconto Ærlighed varer altid længst (L'onestà è il comportamento migliore) nel 1907 in una rivista per ragazzi, firmato come Sigurd Wesley. Pubblicò anche la poesia Mod jul (contro il Natale) sul numero natalizio della rivista Menneskevennens del 1910.
Christiansen pubblicò il suo primo libro, il romanzo Seieren, nel 1915. In seguito scrisse Thomas Hergel (1917) Vort eget liv (1918), Ved Golgata (1920) e Blodet (1923); già dai primi romanzi le tematiche di colpa, confessione ed espiazione erano presenti, come in tutti i suoi libri, al punto che l'autore è stato definito il Dostoevsky norvegese. Inizialmente i suoi libri furono accolti con una certa freddezza. La svolta avvenne tra il 1925 e il 1929, con la sua trilogia composta dai tre romanzi Indgangen, Sverdene e Riket, vicende dal clima pesante, con uno stile intenso. Nel 1931, il suo lavoro  En reise i natten viene rappresentato al Nationaltheatret di Oslo. Nello stesso anno Christiansen vince il Den nordiske romankonkurranse, superando di poco lo scrittore Sigurd Hoel, con il romanzo To levende og en død, storia della rapina in un ufficio postale dove due impiegati resistono strenuamente mentre un terzo non si oppone alla rapina e intasca i soldi. Da questo romanzo sono stati tratti due film in lingua norvegese, due in lingua inglese e uno in ceco. Il libro, che gli procura una notorietà internazionale, viene pubblicato in Italia nel 1933 col titolo  Due vivi e un morto. Lo stesso autore è stato impiegato fino al 1935 nell'ufficio postale di Drammen dove ha poi vissuto nella casa di stile futurista Løkkebergveien 41 dell'architetto Christian Fredrik Arbo.
Le sue opere letterarie maggiormente conosciute, oltre a Due vivi e un morto sono Indgangen (1925), Sverdene (1927) e Riket (1929).
La trilogia di Jørgen Wendt è considerata il suo migliore lavoro tra gli ultimi libri scritti, ed è fortemente autobiografica. Nel primo, Drømmen og livet, che narra l'adolescenza del protagonista, lo stile è sicuro, la struttura solida. Nel secondo libro dell'antologia, Det ensomme hjerte, un Jørgen Wendt diciottenne si riconosce artista, pieno di amore per gli altri, che non lo ricambiano. Menneskenes lodd, il terzo volume, si svolge durante la prima guerra mondiale, che sconvolge la vita del protagonista.
Christiansen vinse il premio Gyldendal's Endowment nel 1940.

## Opere
- Seieren (1915)
- Thomas Hergel, Kristiania, (1917)
- Vort eget liv, Kristiania (1918)
- Offerdøden : skuespil i fire akter, Kristiania (1919)
- Ved Golgata, København (1920)
- Døperen, Kristiania (1921)
- Blodet, Kristiania (1923)
- Indgangen Kristiania, (1925)
- Edmund Jahr, Oslo (1926)
- Sverdene, Oslo (1927)
- Idyllen om Sander : 6 noveller, Oslo (1928)
- Riket (1929)
- Due vivi e un morto, Mondadori, Milano 1933, (To levende og en død) (1931)
- En reise i natten (1931)
- Dydens have (1932)
- Agner i stormen (1933)
- Drømmen og livet (1935) (trilogia Jørgen Wendt 1)
- Det ensomme hjerte (1938)  (trilogia Jørgen Wendt 2)
- Mannen fra bensinstasjonen (1941)
- Menneskenes lodd (1945)  (trilogia Jørgen Wendt 3)

## Filmografia
- To levende og en død, regia di Gyda Christensen e Tancred Ibsen (1937)
- A Dead Man Among the Living, regia di Borivoj Zeman (1947
- Two Living, One Dead, regia di Anthony Asquith (1961)